# Glympis anaitisalis
Glympis anaitisalis är en fjärilsart som beskrevs av Walker 1865. Glympis anaitisalis ingår i släktet Glympis och familjen nattflyn. Inga underarter finns listade i Catalogue of Life.